# Tanambao Daoud
Tanambao Daoud è una città e comune del Madagascar situata nel distretto di Sambava, regione di Sava. 
La popolazione del comune rilevata nel censimento 2001 era pari a 10 005 unità.